# Karl Gustav Schmalz
Karl Gustav Schmalz, auch Carl Gustav Schmaltz (* 13. September 1775 in Zeitz; † 7. Februar 1849 in Dresden) war ein deutscher Arzt und Autor.

## Leben und Werk
Schmalz wurde im heutigen Zeitzer Stadtteil Wildenborn als Sohn des Rittergutspächters Gottlieb Schmalz und dessen Frau Christiane Regine geb. Hempel geboren. Sein Bruder Johann Friedrich Leberecht Schmalz wurde am 5. Juni 1781 ebenfalls auf dem Rittergut Wildenborn geboren. Im Jahr 1789 zog Karl Gustav mit seiner Mutter nach Gera, wo er das Gymnasium besuchte. Ab 1795 studierte er in Jena und promovierte dort 1798. Zu seinen Lehrern zählte unter anderen Dr. Christoph Wilhelm Hufeland, dem er später sein erstes Buch widmete. 1799 begann Schmalz seine berufliche Laufbahn in Lommatzsch. Hier lernte er Johanne Christiane Fabritius kennen. Beide heirateten 1800 und bekamen fünf Kinder, von denen drei jung starben. Der erste Sohn Eduard wurde am 18. Mai 1801 in Lommatzsch geboren. 1807 trat Schmalz in den Dienst bei Graf Hohenthal in Königsbrück als Physikus und Armenarzt. Schon 1808 veröffentlichte Schmalz sein erstes Buch „Versuch einer medizinisch-chirurgischen Diagnostik in Tabellen“. Mit seinem Versuch bei einem sechsjährigen Jungen in Königsbrück durch eine Operation eine Koxalgie zu beheben, machte Karl Schmalz 1816 auf sich aufmerksam, sodass über diesen Fall in einigen medizinischen Beiträgen berichtet wurde. 1819 verfasst Schmalz einen Beitrag zum Jubelfest auf dem Augustusberg am 18. September 1818, dem 50. Regierungsjubiläum des Königs Friedrich August zu Sachsen zu dessen Anlass der Keulenberg in Augustusberg umbenannt wurde. Im selben Jahr erscheint Karl Gustav Schmalz Buch über die königlich sächsischen Medizinalgesetze. 1820 bewirkt Schmalz die Gründung einer Witwenkasse für Königsbrück. Der König von Preußen verleiht Karl Gustav Schmalz im Jahr 1826 die Große Goldene Medaille für die vierte Auflage seines Buches zur medizinisch-chirurgischen Diagnostik. Durch Kriege und Durchmärsche durch Königsbrück hatte der Arzt in der sächsischen Kleinstadt viel zu tun. Für seine Leistungen erhielt er schließlich von Graf Hohenthal eine lebenslängliche Pension, die ihm erlaubte, 1836 zu seinem Sohn dem Medizinalrat Eduard Schmalz nach Dresden zu ziehen. Im selben Jahr gelang ihm die Gründung einer Witwenkasse für Ärzte, Apotheker und Tierärzte im Königreich Sachsen. Über diese Errungenschaft verfasst er 1841 die Schrift „Über Wittwenkassen und Lebensversicherungen“. Der zweite Sohn Oberkommissar Moritz Bernhard Schmalz lebte in Mühlbach bei Großenhain. Am 7. Februar 1849 starb Karl Gustav Schmalz, erschöpft von einem Arzt heimkehrend, an einem Schlaganfall. Der 73-jährige war bis zu seinem Tod nicht einmal ernsthaft krank.